# Шелл Энерджи Стэдиум
«Шелл Э́нерджи Стэ́диум» (англ. Shell Energy Stadium) — футбольный стадион, расположенный в городе Хьюстон, штата Техас, США. Домашний стадион профессионального футбольного клуба «Хьюстон Динамо», выступающего в MLS — высшей футбольной лиге США и Канады, женского профессионального футбольного клуба «Хьюстон Дэш», выступающего в Национальной женской футбольной лиге, и команды по американскому футболу Техасского южного университета «Тексас Саутерн Тайгерз».

## История
«Би-би-ви-эй Ко́мпасс Стэ́диум» (англ. BBVA Compass Stadium) открылся в мае 2012 года. Права на название стадиона выкуплены BBVA Compass — одной из крупнейших финансовых компаний на юге США, владеющей сетью одноимённых банков. BBVA Compass — дочерняя компания банковской группы Banco Bilbao Vizcaya Argentaria (BBVA) из Испании.
13 июня 2019 года в рамках глобальной унификации бренда BBVA стадион был переименован в «Би-би-ви-эй Стэдиум» (англ. BBVA Stadium).
В рамках покупки банковской группой PNC банка BBVA USA в ноябре 2021 года стадион был переименован в «Пи-эн-си Стэдиум» (англ. PNC Stadium).
17 января 2023 года было объявлено о приобретении прав на название стадиона энергетической компанией Shell Energy и переименовании спортивного сооружения в «Шелл Энерджи Стэдиум». Согласно источнику, контракт рассчитан на восемь лет на сумму 40 млн долларов, со средней стоимостью 5 млн долларов в год.
С 2014 года на стадионе выступает женский профессиональный футбольный клуб «Хьюстон Дэш».
На стадионе также проводит домашние матчи университетская команда по американскому футболу из хьюстонского Техасского южного университета.
Архитектор стадиона — Кристофер Ли из компании Populous, ранее спроектировавший стадион «Эмирейтс» в Лондоне.

## Важные спортивные события
| Дата            | Сборные                      | Соревнование                               |
| --------------- | ---------------------------- | ------------------------------------------ |
| 23 мая 2012     | Сальвадор 2:2 Новая Зеландия | Товарищеский матч                          |
| 12 октября 2012 | Гайана 0:5 Мексика           | Отборочный турнир ЧМ-2014                  |
| 29 января 2013  | США 0:0 Канада               | Товарищеский матч                          |
| 11 июля 2015    | Ямайка 1:0 Канада            | Золотой кубок КОНКАКАФ 2015, матч группы B |
| 11 июля 2015    | Коста-Рика 1:1 Сальвадор     | Золотой кубок КОНКАКАФ 2015, матч группы B |
| 9 апреля 2017   | США 5:1 Россия               | Товарищеский матч                          |
| 13 июля 2021    | Катар 3:3 Панама             | Золотой кубок КОНКАКАФ 2021, матч группы D |
| 13 июля 2021    | Гондурас 4:0 Гренада         | Золотой кубок КОНКАКАФ 2021, матч группы D |
| 17 июля 2021    | Гренада 0:4 Катар            | Золотой кубок КОНКАКАФ 2021, матч группы D |
| 17 июля 2021    | Панама 2:3 Гондурас          | Золотой кубок КОНКАКАФ 2021, матч группы D |
| 20 июля 2021    | Суринам 2:1 Гваделупа        | Золотой кубок КОНКАКАФ 2021, матч группы C |
| 20 июля 2021    | Гондурас 0:2 Катар           | Золотой кубок КОНКАКАФ 2021, матч группы D |

Стадион принимал матчи Лиги чемпионов КОНКАКАФ сезона 2012/13. На поле также проводятся международные матчи по регби.
|  |  |  |  |